# Tramstow

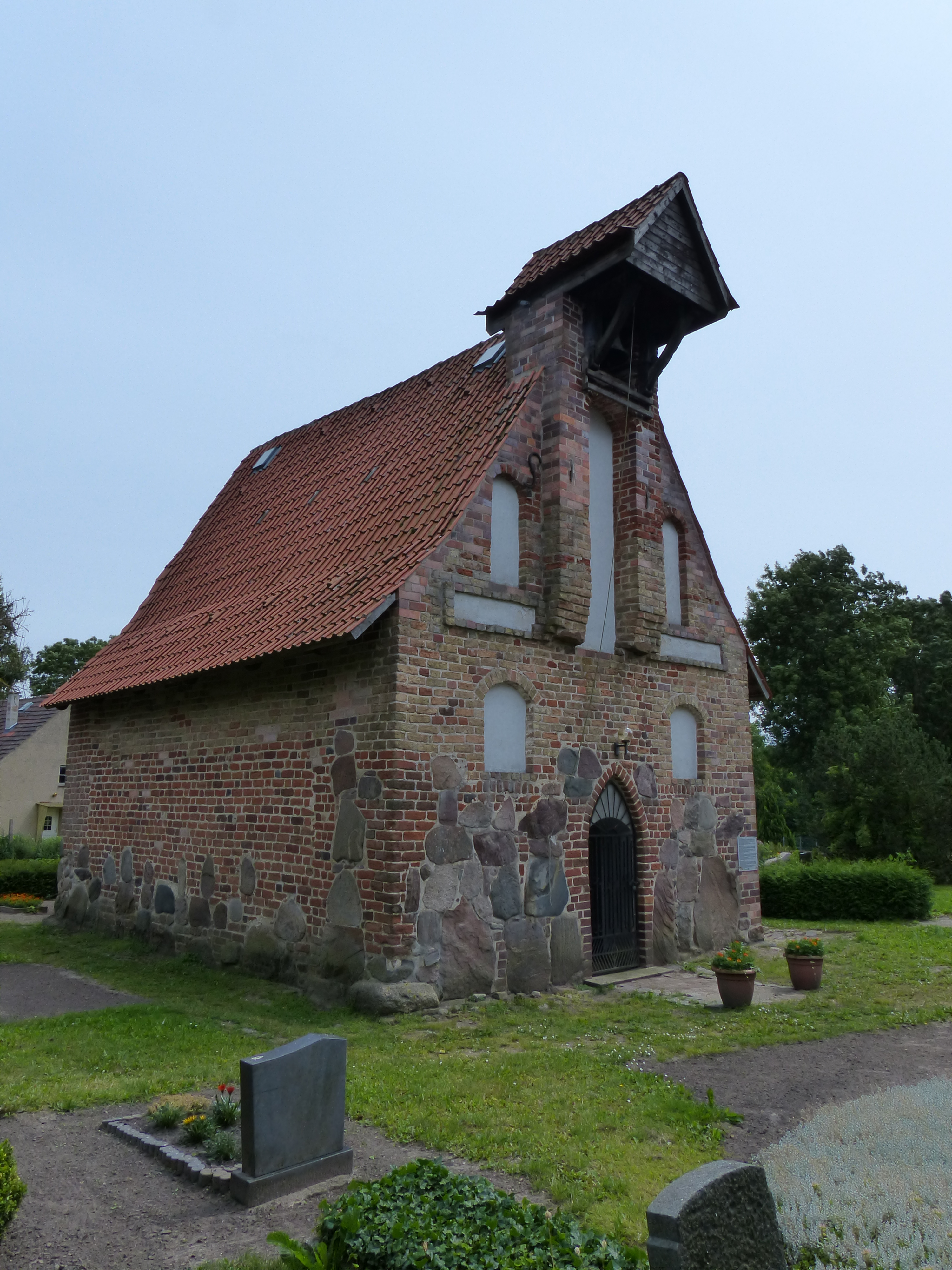
Dorfkirche Tramstow

Tramstow ist ein Ortsteil der Gemeinde Postlow im Landkreis Vorpommern-Greifswald in Mecklenburg-Vorpommern.

## Lage
Tramstow liegt in Vorpommern etwa acht Kilometer westlich von Anklam. Umliegende Ortschaften sind Stolpe an der Peene im Norden, Görke und Butzow im Osten, Blesewitz im Südosten, Postlow im Süden, Medow im Westen sowie Grüttow im Nordwesten.
Durch Tramstow verläuft die Kreisstraße 62, über die der Ort an die knapp einen Kilometer südlich verlaufenden Bundesstraße 199 von Anklam nach Klempenow angeschlossen ist. Die Bundesautobahn 20 mit der Anschlussstelle Anklam ist etwa sechzehn Kilometer entfernt.

## Geschichte
Tramstow wurde 1305 unter dem Namen Trambistowe erstmals urkundlich erwähnt. Der Name stammt aus einer slawischen Sprache und bedeutet vermutlich „Hornbläser“. Das Dorf war allerdings schon früher besiedelt, was durch die jungsteinzeitlichen Großsteingräber bei Tramstow nachgewiesen ist. Auch die frühere Existenz einer slawischen Siedlung wurde bereits archäologisch nachgewiesen.
Bei dem Gut Tramstow handelte es sich um ein Domänenvorwerk, das allerdings nicht als Rittergut, sondern lediglich als Bauernwirtschaft klassifiziert war. Tramstow war damals in einen Gutsanteil und einen Dorfanteil unterteilt. 1865 hatte der Gutanteil sechs Wohn- und sechs Wirtschaftsgebäude, eine Ölmühle und einen Ziegelofen. Der Dorfteil Tramstows, der zum Domäneamt Klempenow gehörte, hatte neun Wohn- und zehn Wirtschaftsgebäude, die Schule sowie eine Dorfkirche, die als Filialkirche zu Medow gehörte. Insgesamt lebten in Tramstow (Dorf- und Gutsteil zusammen) 79 Menschen. Das Schulgebäude befand sich auf halber Strecke an der Straße nach Postlow, um die Schulwege für die Kinder beider Dörfer zu verkürzen.
1835 wurde eine Ziegelei in Tramstow erwähnt, die allerdings vor 1880 wieder verschwunden war.
Tramstow kam nach dem Wiener Kongress 1815 an das Königreich Preußen, wo der Ort im Regierungsbezirk Stettin lag. Tramstow bestand ursprünglich aus einer Landgemeinde und einem Gutsbezirk, der mit der Auflösung der Gutsbezirke in Preußen 1928 zur Landgemeinde kam. Im Rahmen der Bildung von Großgemeinden kam Tramstow am 1. April 1937 zur Gemeinde Medow, bevor es am 1. August 1946 nach Postlow umgegliedert wurde. Am 25. Juli 1952 wurde Tramstow dem neu gebildeten Kreis Anklam im Bezirk Neubrandenburg zugeordnet. Nach der Wende lag Tramstow zunächst im Landkreis Anklam, wo das Dorf sich dem Amt Krien anschloss. Nach der Kreisreform in Mecklenburg-Vorpommern am 12. Juni 1994 wurde Tramstow dem neu gegründeten Landkreis Ostvorpommern zugeordnet. Am 1. Januar 2005 wurde das Amt Krien aufgelöst und Tramstow in das Amt Anklam-Land umgegliedert. Nach der zweiten Kreisreform in Mecklenburg-Vorpommern am 4. September 2011 kam Tramstow zum Landkreis Vorpommern-Greifswald.

## Nachweise
1. ↑  Manfred Niemeyer: Ostvorpommern. Quellen- und Literatursammlung zu den Ortsnamen. Bd. 2: Festland. (= Greifswalder Beiträge zur Ortsnamenkunde. Bd. 2), Ernst-Moritz-Arndt-Universität Greifswald, Institut für Slawistik, Greifswald 2001, ISBN 3-86006-149-6. S. 40 ff.
2. ↑  Tramstow im Geschichtlichen Ortsverzeichnis. Abgerufen am 13. August 2017.